# Joseph Vollmer
Joseph Vollmer (* 13. Februar 1871 in Baden-Baden; † 9. Oktober 1955 in Braunschweig) war ein deutscher Ingenieur und Automobilpionier.

## Leben
Als Sohn eines selbständigen Schlossermeisters wuchs Vollmer zusammen mit drei Brüdern in Baden-Baden auf. Er besuchte die Städtische Gewerbeschule und ging nach deren Abschluss 1886 nach Cannstatt, um dort eine Lehre als Feinmechaniker bei der Maschinenfabrik Esslingen zu absolvieren. Von 1891 bis 1894 studierte Joseph Vollmer am Technikum Mittweida und schloss das Studium als Maschinenbau-Ingenieur ab.
Vollmers Karriere als Konstrukteur begann 1894 in Gaggenau bei der Firma Bergmanns Industriewerke. Sie baute sein erstes Kraftfahrzeug, den Orient-Express, und begründete damit in Gaggenau den im heutigen Mercedes-Benz-Werk fortgeführten Automobilbau.
Im Jahre 1897 trat Joseph Vollmer als Gesellschafter in das Berliner Unternehmen Kühlstein Wagenbau-Gesellschaft OHG ein. Dort konstruierte und baute Vollmer verschiedene Motorfahrzeuge, die auf der Pariser Weltausstellung 1900 mit Preisen ausgezeichnet wurden. Vollmer wurde Mitglied der technischen Kommission des Mitteleuropäischen Motorwagen-Vereins und außerdem in Berlin, Potsdam und Frankfurt/Oder zum polizeilichen Sachverständigen berufen.

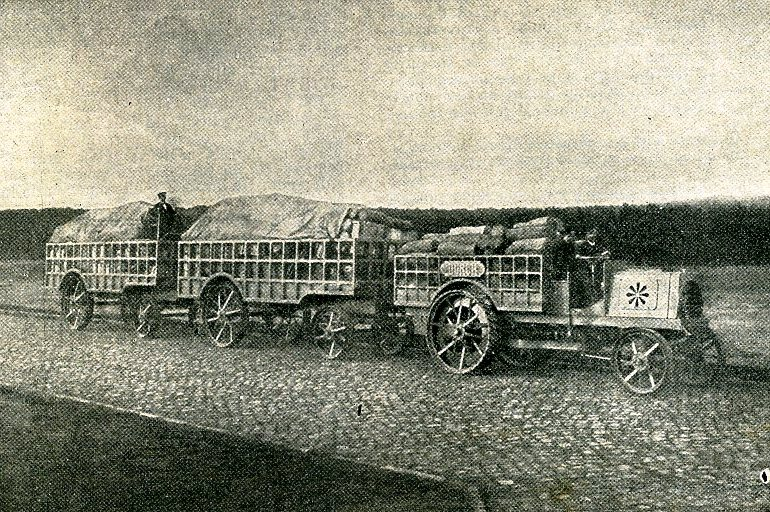
NAG Durch-Lastzug 1903
(Konstruiert von Kühlstein und Joseph Vollmer)

Seit 1901 gab es bei der AEG eine Automobilabteilung, die am 26. November 1901 als Neue Automobil-Gesellschaft AG (NAG) ins Handelsregister eingetragen wurde. Im August 1902 erwarb die NAG von Kühlstein Wagenbau die Automobilabteilung und deren Patente. Mitgesellschafter Joseph Vollmer wurde technischer Direktor der NAG. Zu den Fahrzeugen, die bei der NAG unter Vollmers Leitung entstanden, zählte auch eine schwere Frontlenker-Lkw-Zugmaschine mit zwei Anhängern. Dieser Lastzug „Durch“ gilt als erster Lastzug der Welt. Joseph Vollmer heiratete 1905 Hedwig Stöhr, mit der er zwei Töchter bekam und 1955 die Goldene Hochzeit feierte.
1906 verließ Vollmer die NAG und gründete zusammen mit seinem Freund Ernst Neuberg die „Deutsche Automobil-Construktionsgesellschaft m.b.H.Berlin (DAC)“. Zahlreiche in- und ausländische Fabriken zählten zu den Kunden der DAC, da viele von ihnen noch keine eigenen Konstruktionsbüros besaßen. Das erfolgreiche Unternehmen konstruierte bis 1936 Fahrzeuge und Motoren und lieferte komplette Werkszeichnung gegen Lizenzzahlungen. Bis zur Auflösung der DAC konnten Lizenzverträge mit 68 Herstellern von Kraftfahrzeugen und Verbrennungsmotoren geschlossen werden.
Am Ersten Weltkrieg nahm Joseph Vollmer als Hauptmann teil. Er bemühte sich zunächst um die Einführung des metrischen Systems im Kraftfahrzeugbau. Er zählt mit dieser Arbeit zu den Vordenkern der FAKRA, die in den zwanziger Jahren für eine Typisierung automobiler Baugruppen sorgte, sowie zu den Vätern der deutschen Normung (DIN), damals noch „Normenausschuss der Deutschen Industrie“ (NADI). Anschließend wurde Vollmer mit dem Bau der ersten deutschen Panzer K-Wagen, A7V, LK I und LK II betraut.
Die Erfahrungen mit der Panzerkonstruktion konnte Vollmer nach dem Krieg für die Konstruktion von Landwirtschaftsfahrzeugen, wie die bekannte Hanomag-Raupe, nutzen. Er widmete sich außerdem den Bau von
Nutzfahrzeugen und der Entwicklung des Dieselmotors.
Joseph Vollmer war Inhaber von über 450 in- und ausländischen Patenten und Gebrauchsmustern.
Sein Lebenswerk wurde mit der Verleihung des Bundesverdienstkreuzes am Bande, der Diesel-Medaille und dem Dieselring sowie einer Reihe von Ehrenmitgliedschaften gewürdigt.
Joseph Vollmer starb nach einem Vortrag im Volkswagenwerk am 9. Oktober 1955 in Braunschweig. 2005 widmete ihm seine Heimatstadt eine Brücke: Die „Joseph-Vollmer-Brücke“ liegt zwischen der Europastraße/B500 und der Schwarzwaldstraße, direkt an der Tourist-Information.

## Technische Leistungen
Durch die Erfindung des Avant-Train 1898 gilt Vollmer als Vorreiter des Vorderradantriebes.
Bei der NAG (Nationale Automobil Gesellschaft) baute Joseph Vollmer 1903 einen „Durch“ Lastzug als Frontlenker-LKW mit zwei Anhängern, als ersten Lastzug der Welt.
Vollmer konstruierte ab 1900 Lastkraftwagen für Kühlstein, NAG, Dinos, Loeb, NAMAG, Podeus, Hille, Vomag, Körting, Komnick.
Der von Vollmer konstruierte Panzer A7V kam aufgrund der späten Einführung und der wenigen Exemplare nur selten zum Einsatz.
Auf dem Gebiet der Ackerschlepper für die Landwirtschaft waren Vollmers Konstruktionen im In- und Ausland sehr erfolgreich, sein Hanomag Schlepper wurde weltbekannt.
Eine Reihe von Patenten Vollmers ermöglichten maßgeblich die Weiterentwicklung des Dieselmotors zum Fahrzeugmotor.
Vollmer setzte sich für die Normung im Kraftfahrzeugbereich (FAKRA und DIN) ein.
Joseph Vollmer gilt als einer der zehn herausragendsten deutschen Automobilkonstrukteure.